# 尼科巴弓背蚁
尼科巴弓背蚁（学名：Camponotus nicobarensis）是弓背蚁的一种 ，于 1865年被 Mayr首次描述。

## 外观描述

大型工蚁

该物种与哈氏弓背蚁（Camponotus habereri，台译：臭巨山蚁）十分相似，但可以通过体色与光泽感来区分：尼科巴弓背蚁的体色较深，哈氏弓背蚁则反之；尼科巴弓背蚁的光泽感较强，哈氏则较为弱。
蚁后体长 1.4cm。全身深褐色。腹部前两节上方有黄色横向粗条纹，一直延伸至腹部两侧。头比胸宽。体表光泽较强。
工蚁：5.2 - 7.5毫米。体色主要为褐红色，触角为暗褐色，腹部前 1-2 节尾节为黄红色，之后全为暗黑色。

## 婚飞
婚飞季节在4月左右（各地可能存在差异） ，通常于黄昏至到晚上进行 。
|     |     |     | X   |     |     | X?  |     |     |      |      |      |
| 1月 | 2月 | 3月 | 4月 | 5月 | 6月 | 7月 | 8月 | 9月 | 10月 | 11月 | 12月 |

## 巢穴及制度
该物种分布云南的高黎贡山：百花岭1530-1630米，除此之外还有广西、广东、海南；印度、缅甸、越南等地。
尼科巴弓背蚁为半夜行性蚂蚁，通常于晚上出巢。该物种相较于其他弓背蚁来讲，它们的体型较小，因此它们的战斗力较低。但它们却有着很强的地域性，大型工蚁会在特定范围内巡逻，对外来者有着很强的攻击性。大型群落会开始在母巢附近驻扎好几个分巢，分巢通常在食物旁边建造，以此取食。
尼科巴弓背蚁为多后制，一个群落可容纳多只蚁后 。该物种相较于大部分的弓背蚁来说，它们的群落更大，甚至能达到数万工的规模。

## 饲养

人工养殖的小群落，于2024年拍摄左边的工蚁正在啃食面包虫躯体，右边则是正在休息的蚁后及它的卵幼。

尼科巴弓背蚁是一种作为宠物蚁的不错选择，该物种的适应能力较强，因此在蚂蚁新手饲养员当中也十分受欢迎，有几个点时需要注意的：
1. 湿度：30%~60%左右（建议高湿）
2. 温度：25℃~30℃（温度过低将会导致进入冬眠而停产）
3. 喂食：在新后期间可喂食糖水，吃剩下的需要及时清理掉，否则将会发霉；后期可喂食昆虫等一些节肢动物。